# Budapest enciklopédia
A Budapest enciklopédia a Corvina Könyvkiadó kiadásában megjelent lexikonszerű könyv. Budapest és a város területén korábban létezett helységek történetét, építészetét, kulturális életét, érdekességeit mutatja be. A mű amellett, hogy pontos ismereteket közöl, kellemes olvasmány is egyben.
Az enciklopédia három kiadást ért meg, főszerkesztője Tóth Endréné, a képek szerkesztője Bertalan Vilmos.